# Jurisprudence de la CEDH sur la transition de genre
La jurisprudence de la CEDH sur la transition de genre est composée des différentes décisions de justice prises par la Cour européenne des droits de l'homme depuis le tournant du siècle concernant les aspects juridiques de la transition de genre. Ces jugements sont généralement motivés au regard de l'article 8 de la Convention.
Dans son arrêt Y. Y. c. Turquie, la cour a considéré que les États ne peuvent pas subordonner l'autorisation pour des opérations chirurgicales à une stérilisation préalable. Dans Garçon & Nicot c France en 2017, la CEDH a statué que les États ne peuvent pas imposer à une personne trans de se faire stériliser pour officialiser son identité de genre,.